# Komarnica, Cerkvenjak
Komarnica este o localitate din comuna Cerkvenjak, Slovenia, cu o populație de 42 de locuitori.